# Норт-Ньютон (Канзас)
Норт-Ньютон (англ. North Newton) — місто (англ. city) в США, в окрузі Гарві штату Канзас. Населення — 1814 особи (2020).

## Географія
Норт-Ньютон розташований за координатами 38°4′39″ пн. ш. 97°20′47″ зх. д. / 38.07750° пн. ш. 97.34639° зх. д. (38.077603, -97.346315).  За даними Бюро перепису населення США в 2010 році місто мало площу 2,33 км², з яких 2,32 км² — суходіл та 0,01 км² — водойми.

## Демографія
Згідно з переписом 2010 року, у місті мешкало 1759 осіб у 710 домогосподарствах у складі 387 родин. Густота населення становила 755 осіб/км².  Було 741 помешкання (318/км²).
Расовий склад населення:
| - 94,7 % — білих - 1,4 % — чорних або афроамериканців - 0,9 % — азіатів - 0,6 % — корінних американців - 1,0 % — осіб інших рас |

До двох чи більше рас належало 1,5 %. Частка іспаномовних становила 4,2 % від усіх жителів.
За віковим діапазоном населення розподілялося таким чином: 13,6 % — особи молодші 18 років, 53,2 % — особи у віці 18—64 років, 33,2 % — особи у віці 65 років та старші. Медіана віку мешканця становила 48,6 року. На 100 осіб жіночої статі у місті припадало 84,0 чоловіків;  на 100 жінок у віці від 18 років та старших — 78,9 чоловіків також старших 18 років.
Середній дохід на одне домашнє господарство  становив 64 643 долари США (медіана — 56 953), а середній дохід на одну сім'ю — 86 062 долари (медіана — 75 417). Медіана доходів становила 60 313 долари для чоловіків та 38 750 доларів для жінок. За межею бідності перебувало 11,7 % осіб, у тому числі 5,8 % дітей у віці до 18 років та 5,4 % осіб у віці 65 років та старших.
Цивільне працевлаштоване населення становило 803 особи. Основні галузі зайнятості: освіта, охорона здоров'я та соціальна допомога — 46,7 %, роздрібна торгівля — 13,0 %, виробництво — 11,1 %.